# Dactylostylis walfishensis
Dactylostylis walfishensis là một loài chân đều trong họ Janirellidae. Loài này được Menzies miêu tả khoa học năm 1962.